# Edmund S. Phelps
Edmund Strother Phelps, född 26 juli 1933 i Evanston, Illinois, är en amerikansk nationalekonom. 
Phelps tilldelades Sveriges Riksbanks pris i ekonomisk vetenskap till Alfred Nobels minne 2006 för "hans analys av intertemporala avvägningar i makroekonomisk politik". Han är mest känd för sin teori om jämviktsarbetslöshet. Han började på nationalekonomiska institutionen vid Columbiauniversitetet efter några år vid University of Pennsylvania och tidigare vid Yale University.
År 2004 utnämndes han till hedersdoktor vid Islands universitet.